# الأكاديمية الملكية للفنون المسرحية

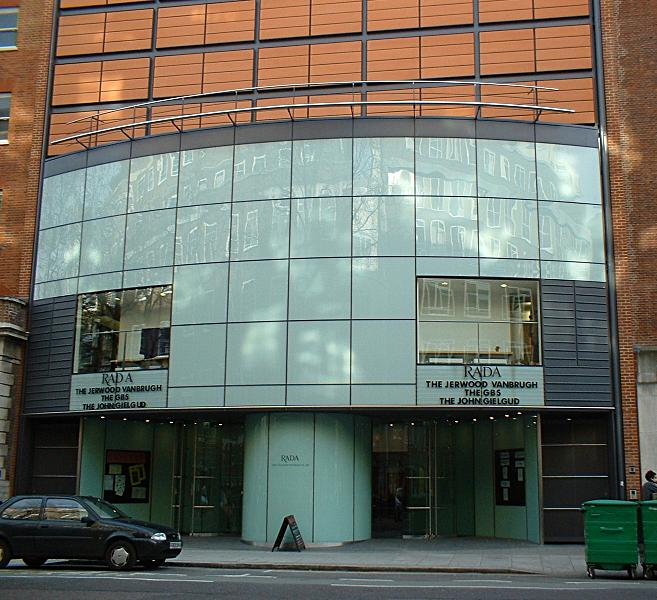
مبنى الأكاديمية الملكية للفنون المسرحية في شارع ماليت في لندن

الأكاديمية الملكية للفنون المسرحية(الأكاديمية الملكية لفن الدراما) Royal Academy of Dramatic Arts تُعتبر ، أشهر مدارس التمثيل التي يبلغ عددها الثلاثين في بريطانيا.
انشئت اكاديميه الفن الدرامي في 1904 م وباستطاعة الممثل أن يُحسن من مهارته عند التحاقه بمدرسة تمثيل؛ غير أن ذلك لا يضمن له الحصول على عمل.